# 黑沿子镇
黑沿子镇，是中华人民共和国河北省唐山市丰南区下辖的一个乡镇级行政单位。

## 行政区划
黑沿子镇下辖以下地区：
黑沿子北村、黑沿子西村、黑沿子东村、毕家酄东村、毕家酄中村、毕家酄西村、涧河一村、涧河二村和涧河三村。